# Сторо (коммуна)
Сторо (итал. Storo) — коммуна в Италии, расположена в провинции Тренто, в области Трентино-Альто-Адидже.
Население коммуны, на 01.01.2024 года, составляет 4477 человек, плотность населения ─ 71,14 чел./км². Занимает площадь 62,93 км². 
Почтовый индекс — 38089. Телефонный код — 0465.
Покровителем коммуны почитается святой Флориан Лорхский, празднование 4 мая.